# New York Mining EP(FR)

## Közreműködők
Közreműködők:
- Barry Gibb – ének, gitár
- Robin Gibb – ének, orgona
- Maurice Gibb – ének, basszusgitár, gitár
- Vince Melouney – gitár
- Colin Petersen – dob
- stúdiózenekar Phil Dennys és Bill Shepherd vezényletével
- hangmérnök: Mike Claydon

## A lemez dalai
- New York Mining Disaster 1941 (Have You Seen My Wife, Mr. Jones)   (Barry és Robin Gibb) (1967), mono 2:10, ének: Robin Gibb
- I Close My Eyes (Barry, Robin Gibb) (1967), mono 2:26, ének: Robin Gibb, Barry Gibb
- I Can't See Nobody (Barry és Robin Gibb) (1966), mono 3:45, ének: Robin Gibb
- Cucumber Castle (Barry és Robin Gibb) (1967), mono 2:04, ének: Barry Gibb

## Megjegyzés
A számok az IBC Studio-ban lettek rögzítve mono és stereo változatban.